# Pollution transfrontalière

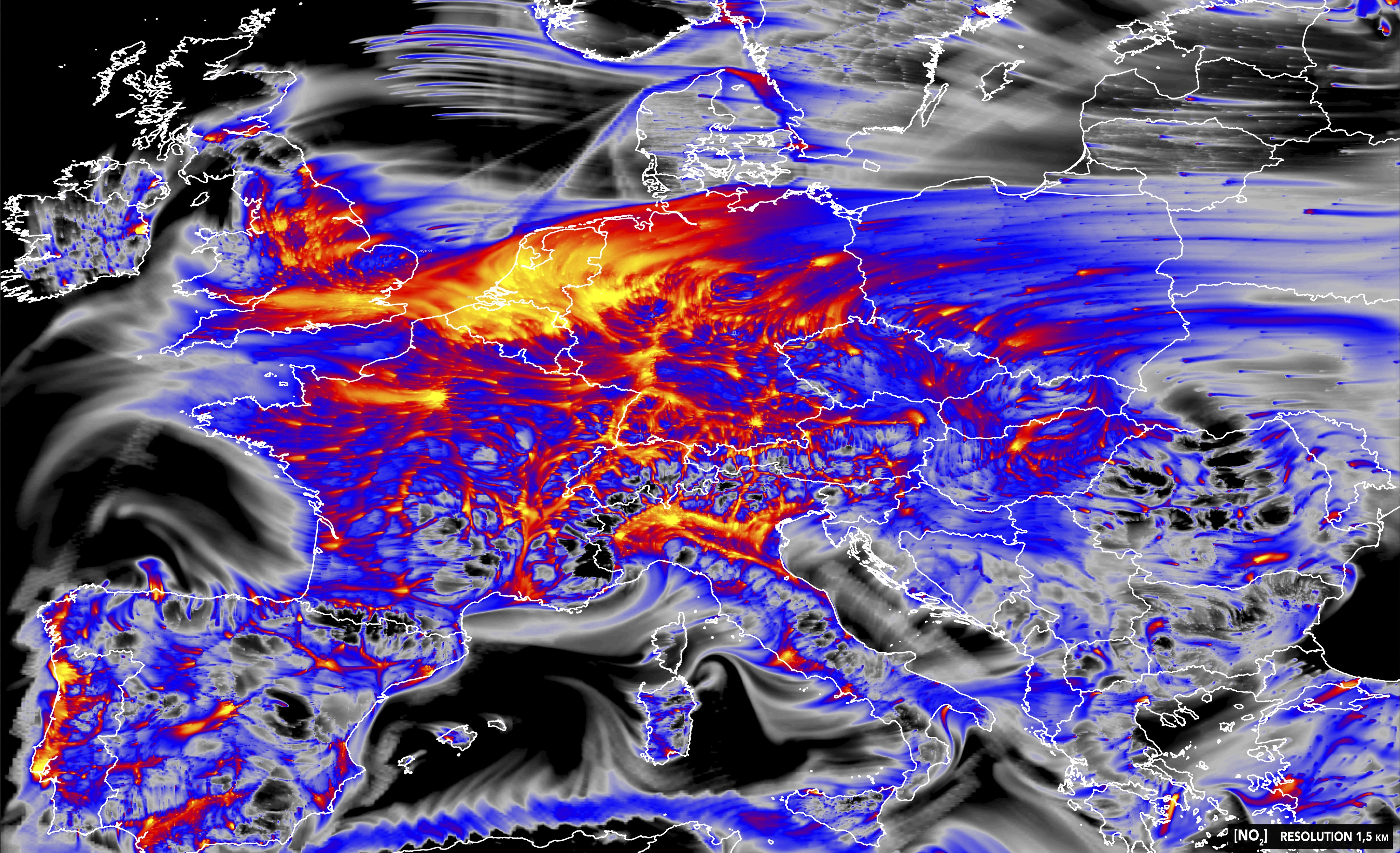
Simulation de la pollution à l'oxyde d'azote en Europe (2014)

La pollution transfrontalière est un type de pollution dont l'origine se trouve dans un pays et qui a des effets sur un ou plusieurs autres pays.
II peut s'agir le plus souvent de pollution atmosphérique (polluant transporté par l'air), mais aussi de pollution des eaux de surface (ruissellement, cours d'eau naturels ou artificiels (canaux) ou de nappes souterraines.

## Histoire
Les pollutions transfrontalières historiquement documentées ont d'abord concerné l'eau. 

## Pollution transfrontalière atmosphérique
Le premier cas juridiquement remarquable a été l'« Affaire de la fonderie de Trail », qui a été un jalon essentiel dans l'histoire du droit international de l'environnement, car ayant posé les bases juridiques des relations inter-États en matière de protection de l'environnement transfrontalier.
La prise de conscience des enjeux de pollution transfrontalière date du début du XXe siècle, avec un problème localisé à la frontière entre la Colombie-Britannique au Canada et l'État de Washington aux États-Unis, où des habitants commencent à se plaindre des rejets de dioxyde de souffre et d'anhydride sulfureux provenant d'une fonderie située à Trail, à quelques kilomètres de la frontière. Ces fumées étaient responsables de pluies acides, et de retombées de métaux lourds dans les régions voisines des États-Unis, avec des effets très visibles sur les cultures et forêts, portant préjudice aux activités agricoles et forestières. Un conflit diplomatique en est né, soldé par une plainte des États-Unis portée contre le Canada, arguant que cette pollution transfrontalière violait le droit international. Un comité d'arbitrage a été créé pour l'occasion et la commission d'enquête missionnée conformément au traité de 1909 a rendu son rapport le 28 février 1931, concluant à la responsabilité du Canada, lequel avait reconnu aux arbitres la compétence d'évaluer le montant de la réparation à verser aux agriculteurs américains. Cette affaire a créé une importante jurisprudence, contribuant à l'apparition d'un nouveau segment du droit international : le droit de l'environnement, inclant l'obligation de prévenir les dommages environnementaux transfrontaliers. Selon Laurence Boisson de Chazournes, « depuis lors, aucune autre affaire ne donna lieu à un règlement au contentieux de la question de la responsabilité d'un Etat en matière de pollution transfrontière, ni même dans un autre domaine de la protection de l'environnement. Rares furent les affaires, portant de près ou de loin sur la protection de l'environnement, réglées au moyen d'une procédure juridictionnelle ».
Des problèmes similaires ont ensuite eu lieu entre les États-Unis et le Mexique, qui ont à ce propos signé un accord à La Paz en Basse Californie le 14 août 1983.
Des pollutions transfrontalières sont aussi causées par le transport maritime et le trafic aérien, en particulier dans le cas d'un aéroport proche d'une frontière comme celui de Genève où des riverains lancent un cri d'alarme à la suite de l'augmentation du trafic aérien. Un cas emblématique et extrême de pollution atmosphérique transfrontalière est celui du nuage radioactif de la catastrophe de Tchernobyl qui s'est étendu sur de nombreux pays européens en 1986.
Le conseil de l'Europe a émis en 1979 une recommandation sur la pollution atmosphérique transfrontalière à longue distance. La Convention de Genève sur la pollution atmosphérique transfrontière à longue distance est entrée en vigueur en mars 1983.
Le parlement Indonésien a lancé en 2014 la ratification de l'accord de l'Association des Nations d'Asie du Sud-Est (Asean) pour lutter contre les nuages de pollution transfrontalière provenant des feux de forêts dans l'ouest de l'Indonésie.
Depuis 2016, un programme européen intitulé Copernicus permet de tracer pour la pollution atmosphérique la part due aux émissions transfrontalières.

## Pollution transfrontalière des eaux

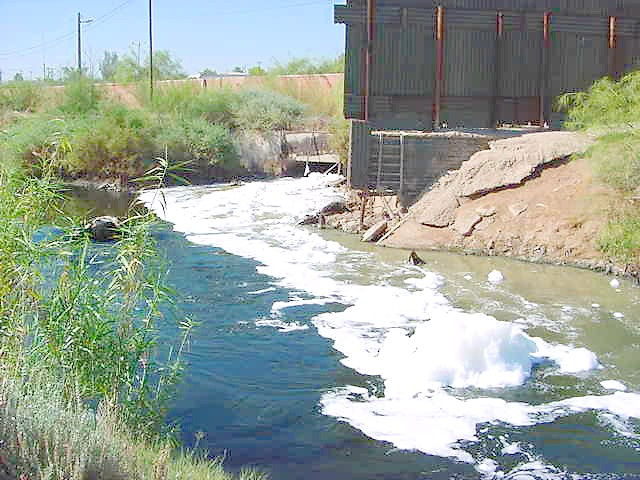
Pollution de l'eau à la frontière entre les États-Unis et le Mexique.

Historiquement, côté nord américain, ce type de pollution transfrontalière a fait l'objet en 1909 d'un premier traité bilatéral, signé par la Grande-Bretagne (pour le compte du Canada) et les États-Unis : le Traité des eaux limitrophes qui concernait les utilisations, les niveaux d'étiage, de débit des cours d'eau, berges et lits de certaines zones humides (ex. : lacs ou cours d'eau frontaliers) : 

« Sa Majesté le Roi du Royaume-uni de la Grande-Bretagne et d'Irlande et des possessions britanniques au-delà des mers, Empereur de l'Inde, et les États-Unis d'Amérique, désirant également prévenir tous différends relativement à l'usage des eaux limitrophes et pour régler toutes les questions qui sont actuellement pendantes entre les États-Unis et le Dominion du Canada impliquant les droits, obligations ou intérêts de l'un et l'autre pays relativement à son voisin et à ceux des habitants des deux pays le long de leur frontière commune, et dans le but de pourvoir à l'ajustement et au règlement de toutes questions qui pourraient surgir dans l'avenir, ont résolu de conclure un traité pour atteindre ces fins, et pour cet objet ils ont nommé comme leurs ministres plénipotentiaires. Pour les fins de ce traité, les eaux limitrophes sont définies comme les eaux entre terre ferme et terre ferme des lacs et rivières et cours d'eau qui les relient, ou les parties de ces eaux, le long desquelles passe la frontière internationale entre les États-Unis et le Dominion du Canada, y compris toutes les baies, tous les bras et toutes les anses de ces eaux, mais sans inclure les eaux tributaires qui en suivant leur cours naturel se jetteraient dans ces lacs, rivières et cours d'eau, ni les eaux coulant de ces lacs, rivières et cours d'eau, ni les eaux des rivières qui coulent à travers la frontière. (…) Il est de plus convenu que les eaux définies au présent traité comme eaux limitrophes non plus que celles qui coupent la frontière ne seront d'aucun côté contaminées au préjudice des biens ou de la santé de l'autre côté/ »

 Pour appliquer ce traité, une « Commission mixte internationale », intergouvernementale et permanente a été créée, qui jouera parfois le rôle d'un conseiller reconnu, ou d'un tribunal arbitral dont le pouvoir a parfois été comparé à celui de La Haye et dont les 3 commissaires canadiens et les 3 commissaires étatsuniens ont presque toujours collectivement tranché de manière unanime. Elle a par exemple été mobilisée pour le dossier des rivières Saint-Jean et Sainte-Croix qui dessinent la frontière entre les États-Unis et le Nouveau Brunswick, d'une part, et la Nouvelle Écosse d'autre part : là le conflit concernait la conservation des saumons (en tant que ressource halieutique) et l'usage de l'eau pour le flottage du bois ou la production hydroélectrique.
Côté européen, le Rhin, important fleuve européen traversant notamment la Suisse, l'Allemagne et les Pays-Bas a été pollué depuis le XIXe siècle par tous les pays riverains, et la situation n'a fait que s'aggraver au XXe siècle.
Dans le cas de fleuves partagés entre plusieurs pays, la pollution de l'eau peut créer des risques de conflits comme par exemple dans le cas de la « guerre du papier » entre l'Argentine et l'Uruguay. Une eau fortement polluée en amont devenant indisponible pour la consommation et pour l'irrigation en aval du fleuve.

D'autres exemples sont celui du conflit entre l'Algérie et la Tunisie à propos de la pollution du fleuve Medjerda, ou concernant les eaux du Danube ou du Jourdain.